# 琣伯莉餅乾
琣伯莉餅乾（英語：Pepperidge Farm）是1937年由瑪格麗特·魯德金在美国的一間麵包店，於1961年將該公司販賣給金寶湯公司。